# Tuktuk

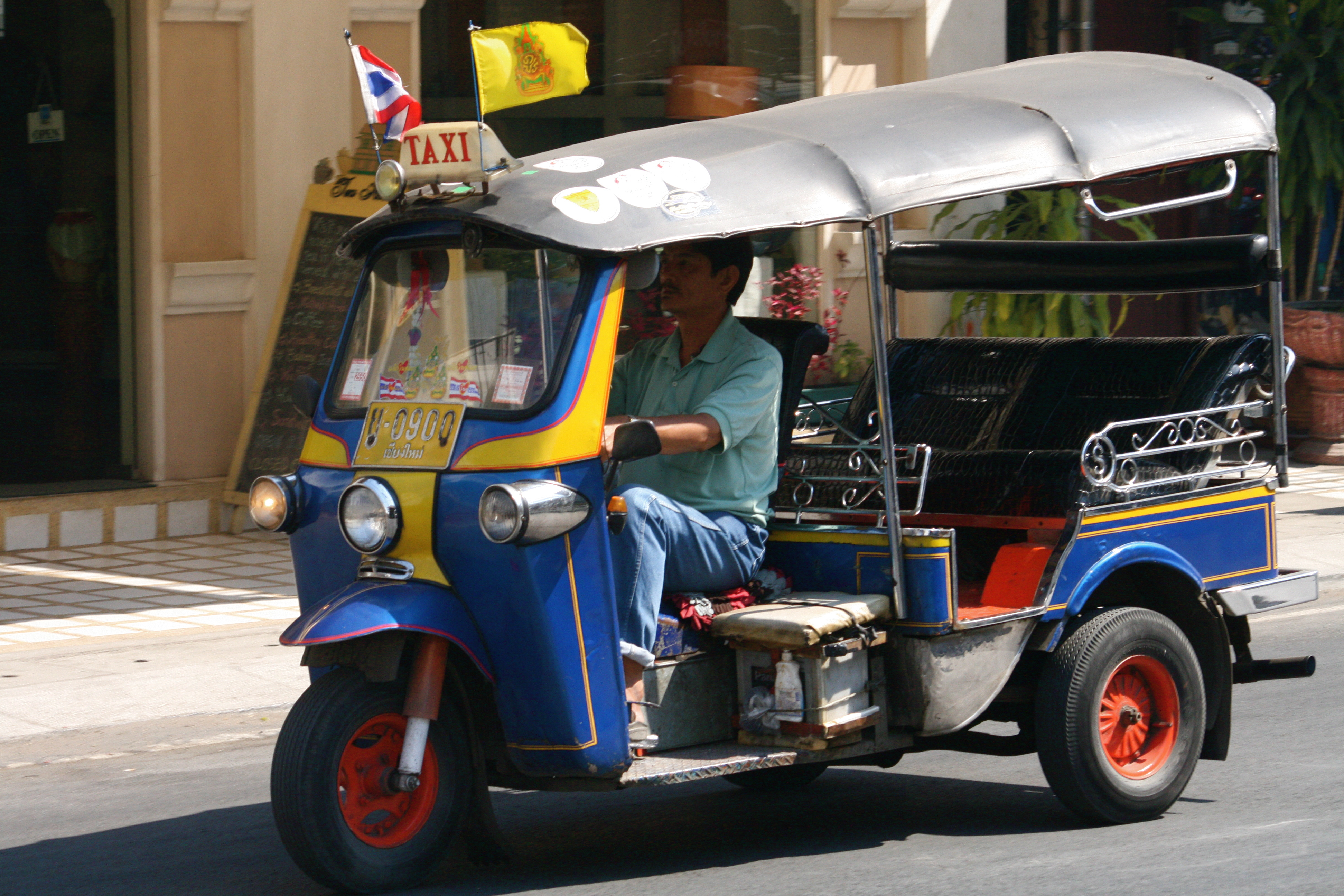
Een tuktuk in Chiang Mai, Thailand

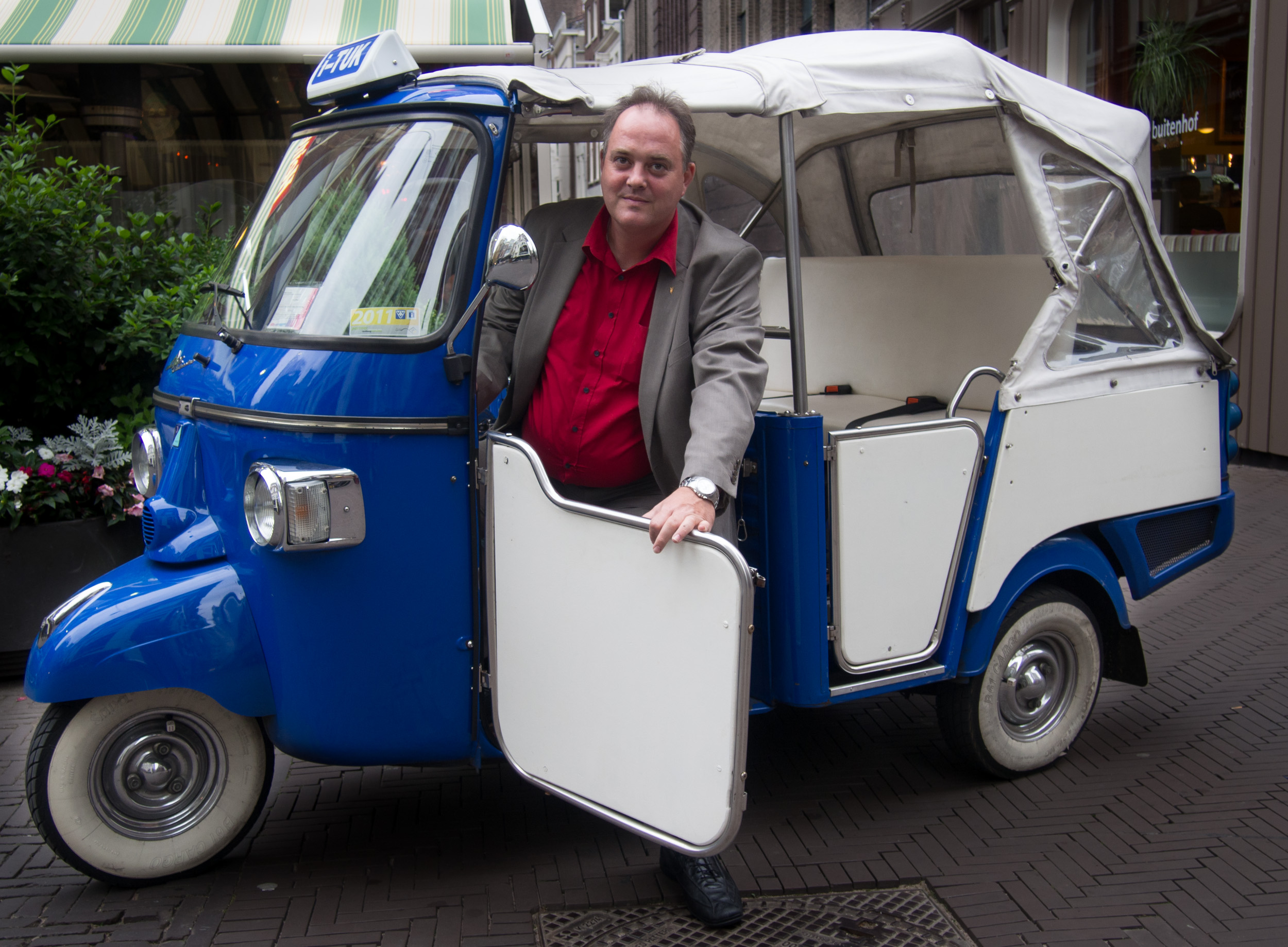
Een toek toek in Den Haag

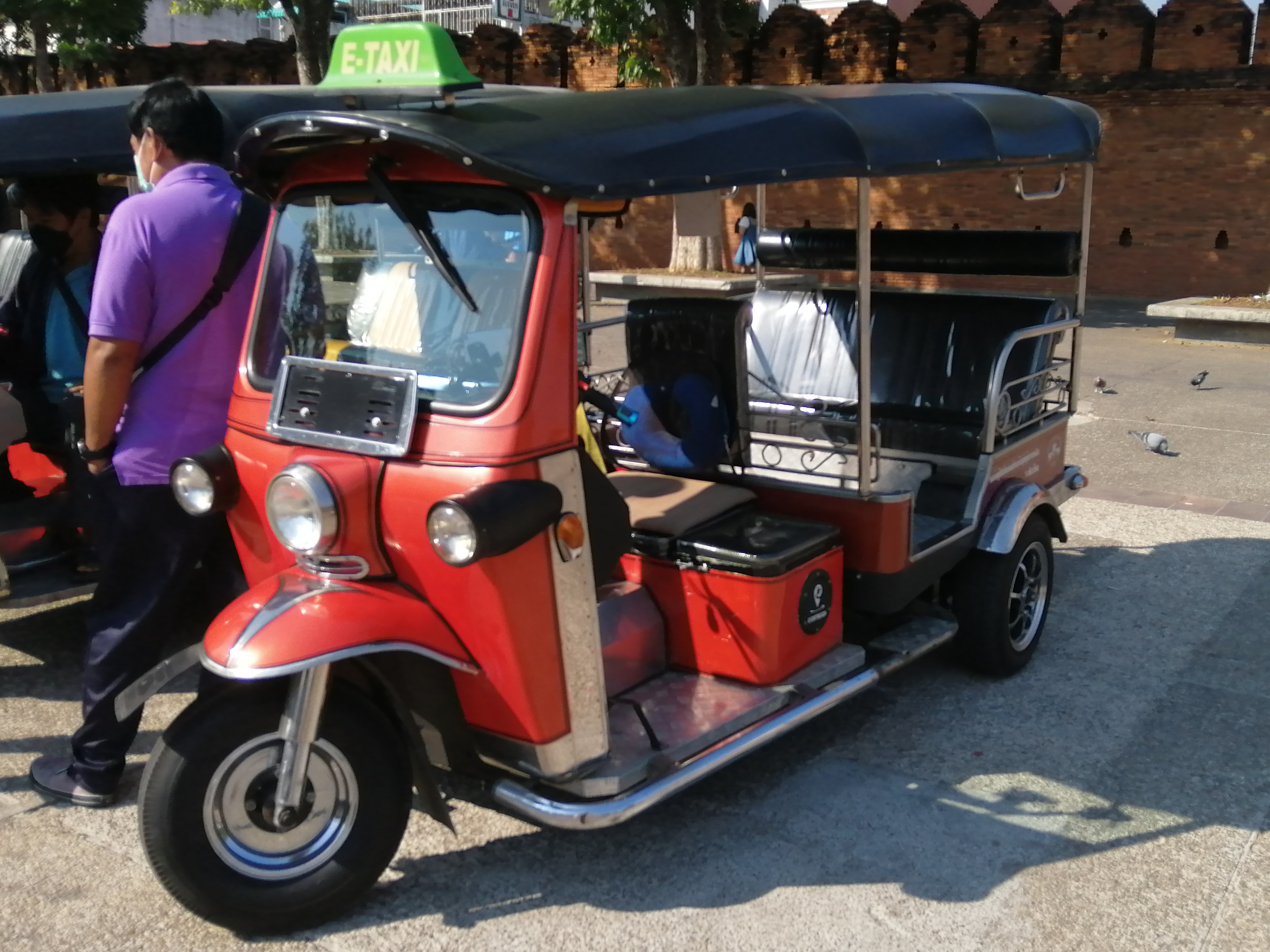
Een elektrische tuktuk in Chiang Mai, Thailand

Een tuktuk (ook: toektoek) is een in Aziatische landen en vooral in Thailand en ook in Afrikaanse landen veelvoorkomend openbaarvervoermiddel. Het is een gemotoriseerde riksja waarin een aantal passagiers kan worden vervoerd. Voor de aandrijving wordt meestal een tweetaktmotor gebruikt die een karakteristiek toek-toek-geluid voortbrengt, wat de naam verklaart. Er zijn veel varianten van, bijvoorbeeld de Bajaj of de Vespacar. De plaats waar de passagiers zitten is overdekt. Tuktuks hebben drie wielen: twee wielen achter en één voor. Hierdoor zijn ze zeer wendbaar in druk stadsverkeer. In sommige plaatsen worden de tuktuks uitbundig versierd met krullen en kleurige ornamenten.
De tuktuk staat in Thailand bekend als een vervuilend voertuig.

## Nederland
Vanaf juli 2006 worden tuktuks ook in Nederland voor personenvervoer gebruikt. In eerste instantie gebeurde dat in Zandvoort, maar sinds de zomer van 2007 ook in Amersfoort, Schoonhoven, Den Haag, Amsterdam, Hengelo, Utrecht, Nijmegen, Bergen op Zoom, Roosendaal, Texel, Ommen en Panningen. Vanaf december 2008 zijn de eerste tuktuks ook te koop compleet met kenteken en TUV-keuring. Sinds 2012 rijden ook in Capelle aan den IJssel tuktuks rond, bij wijze van openbaar vervoer. Voor een klein bedrag brengen chauffeurs, aangesteld in het kader van een werkervaringstraject, mensen naar alle plaatsen binnen de gemeente.
In Nederland worden nu vanaf 2013 de eerste elektrische modellen geleverd. Omgebouwd in Nederland of direct vanaf de fabriek, zijn ze leverbaar in verschillende uitvoeringen, zoals een taxi, cargo (met gesloten laadbak voor het transport van pakketten en goederen), pickup (met of zonder huif) voor kwekerijen, gemeentes of zelfs als Vento met een speciale opbouw voor de verkoop van koffie, broodjes, ijs etc.